# Мальчик, ты чей?
Мальчик, ты чей? — перший радіосингл російського рок-гурту Юта. Пісня увійшла до альбому «Легко и даже изящно» 2001 року.

## Відеокліп
Кліп був відзнятий 2001 року режисером Денисом Ларіоновим. На відео показано, як вокалістка Анна Сьоміна (Герцен), гуляючи лісом знаходить гумового хлопчика, після чого забирає його до себе та доглядає за ним. Відео перехрещується з кадрами гри гурту на концерті. Наприкінці відео співачка прив'язує іграшку до стільця та підпалює будинок.
За словами Анни Герцен відео було відзняте «з копійчаним бюджетом, але шаленим ентузіазмом».